# Ingeborga Dapkūnaitė
Ingeborga Edmundovna Dapkūnaitė (Vilnius, 20 januari 1963) is een Litouwse actrice.

## Biografie
Dapkūnaitė werd geboren in Vilnius, en haar vader werkte als diplomaat en haar moeder als meteoroloog. Haar ouders werkte voor jaren in Moskou, en zij zag haar ouders alleen in vakanties. Tijdens de afwezigheid van haar ouders werd zij opgevoed door haar grootouders en familie, die als musici actief waren in het theaterorkest. Op vierjarige leeftijd begon haar acteercarrière toen zij speelde in de opera Madama Butterfly. Zij studeerde in 1985 af aan de Lithuanian Academy of Music and Theatre in Vilnius, en nam hierna deel aan het theatergezelschap Kaunas State Drama Theatre in Kaunas.
Dapkūnaitė is driemaal getrouwd geweest, haar tweede echtgenoot was een Britse regisseur. Door dit huwelijk is zij nu ook in het bezit van de Britse nationaliteit. Haar hedendaagse echtgenoot is een Russische advocaat en zakenman.
Dapkūnaitė begon in 1985 met acteren in de Russische film Elektronnaya babushka, waarna zij in nog meerdere Russische en Engelse films en televisieseries speelde. In 1994 won zij een Nika-Award in de categorie Best Actrice in de Russische film Podmoskovnye vechera

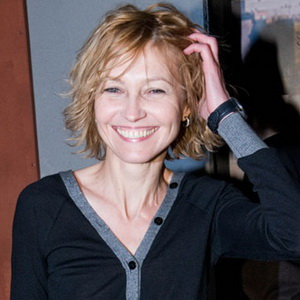
Ingeborga Dapkūnaitė (2009)

## Filmografie

### Films
Uitgezonderd korte films.
- 2025: Heads of State - als Wit-Russische boer
- 2022: Ryadom - als moeder van Kira
- 2021: Piktuju Karta - als Rasa
- 2020: Feya - als Olga Yatsuk
- 2019: Soyuz spaseniya - als Knyagina Belskaya
- 2018: Red Sparrow - als ballet directrice
- 2017: Matilda - als Maria Feodorovna
- 2016: Bloody Cakes - als Clarissa Stearn
- 2014: Skoryy 'Moskva-Rossiya' - als Anna
- 2012: Branded - als Dupcek
- 2012: 30 Beats - als Alice
- 2009: Veselchaki - als Margo
- 2009: L'affaire Farewell - als Natasha
- 2009: Dobrovolets - als moeder van Tir
- 2008: Morfiy - als Anna Nikolayevna
- 2008: Novaya Zemlya - als Marta
- 2008: In Tranzit - als Vera
- 2007: Hannibal Rising - als moeder Lecter
- 2005: Nochnoy prodavets - als vrouw van winkeleigenaar
- 2004: 25 Degrees in Winter - als Sonia
- 2003: Kiss of Life - als Helen
- 2003: Shik - als Asya
- 2003: The Lost Prince - als Tsarina Alexandra
- 2002: Loneliness Blood - als Maria
- 2002: War - als Margaret
- 2000: Moscow - als Masha
- 2000: Shadow of the Vampire - als Micheline
- 1999: Sex 'n' Death - als Shona
- 1999: Sunburn - als Carolyn Kramer
- 1997: Seven Years in Tibet - als Ingrid Harrer
- 1996: Letters from the East - als Marie
- 1996: Mission: Impossible - als Hannah Williams
- 1996: On Dangerous Ground - als Asta
- 1994: Podmoskovnye vechera - als Katia
- 1994: Burnt by the Sun - als Marusya
- 1993: Fatal Deception: Mrs. Lee Harvey Oswald - als Lubya
- 1989: Intergirl - als Kisulya
- 1988: Autumn, Chertanovo... - als Mariya Navarzina
- 1985: Night Whispers - als Inga

### Televisieseries
Uitgezonderd eenmalige gastrollen.
- 2020-2022: Besprintsipnye - als Ira - 16 afl.
- 2018-2020: Most - als Inga Veermaa - 20 afl.
- 2015-2020: Okkupert - als Irina Sidorova - 24 afl.
- 2018: Insomnia - als Marina Croft - 8 afl.
- 2012-2015: Wallander - als Baiba Liepa - 2 afl.
- 2014: Grigoriy R. - als Aleksandra Feodorovna - 8 afl.
- 2013: Sherlok Kholms - als Missis Khadson - 7 afl.
- 2009: Anna Karenina - als Dolly - 4 afl.
- 2006: Silent Witness - als dr. Caroline Anscombe - 2 afl.
- 2004: Bodies - als Katya Bredova - 6 afl.
- 2003: Prime Suspect 6: The Last Witness - als Jasmina Belkic - 2 afl.